# 諸大綬
諸大綬（1523年—1573年），字端甫，號南明，浙江绍兴府山陰縣（今紹興）漓渚人。明朝大臣。

## 生平
諸大綬為嘉靖二十二年（1543年）浙江乡试第十六名举人，嘉靖三十五年（1556年）丙辰科会试二名、一甲一名進士（狀元），授翰林院修撰，曾侍穆宗经筵日講，史載大绶“立朝不激不随，有公辅之望”。與蕭勉、陳鶴、楊珂、朱公節、沈練、錢鞭、柳林、徐渭、呂光升等並號“越中十子”。隆庆元年（1567年）四月，以重录永乐大典成，升左春坊左谕德，兼翰林院侍读，加俸一级，十一月升翰林院侍读学士、掌院事，二年三月充廷试读卷官，九月与张四维任武举会试考试官，隆庆四年（1570年）六月升礼部右侍郎，仍兼翰林院侍读学士、经筵日讲如故，八月充世宗实录副总裁，六年七月升吏部右侍郎、兼翰林院侍读学士，十二月以病請告，特命驰传回籍。萬曆元年（1573年）正月，營救徐渭出獄，不久病卒，二月賜祭葬，赠礼部尚书，万历十二年追谥文懿。

## 墓葬
嘉慶《山陰縣誌》載，其墓在城西南三十里漓渚宝寿山九板桥。。

## 家族
曾祖诸坰。祖父诸宏，七品散官。父諸宗輔，吏目、贈侍读学士。母陳氏，封太安人贈宜人。承嗣父諸宗教，累赠侍读学士。母金氏，累封太宜人。兄大纲（举人）、大紀、大績（光禄寺监事）、大纓（听选官）、大绎（東平州判官）、大綗、弟大约（监生）、大繡、大维。
子万里、万安、万有。

## 外部連結
- 诸大绶 北京市東城區圖書館